# Клён критский
Клён критский (лат. Acer sempervirens) — вид деревьев рода Клён (Acer) семейства Сапиндовые (Sapindaceae). Естественно произрастает на побережье и островах Эгейского моря.

## Описание
Клён критский — полувечнозелёное или вечнозелёное дерево, достигающее в высоту 5 метров (в благоприятных условиях до 12), в условиях постоянного объедания животными зачастую остаётся низким кустарником. Кора тёмно-серая со светло-коричневыми трещинами.
Листья от 2 до 5 см, кожистые трёхпальчатые, однако часто, в первую очередь у объедаемых экземпляров, не пальчатые или неравномерно разрезанные. Не опушены, сверху блестящие и тёмно-зелёные, снизу несколько светлей. Черешки короткие, 0,5—1,5 см длиной.
Цветы зеленовато-жёлтые, собраны в короткие стоячие, затем повисающие кисти. Плод — парная крылатка с параллельными или соединёнными под острым углом крылышками.

## Распространение
Критский клён распространён в основном в Греции в регионе вокруг Эгейского моря. На материке он встречается только в южных и центральных районах Пелопоннесского полуострова. На островах Эгейского моря его ареал простирается от Самотраки на севере через Северные Спорады, Эвбею, Хиос и Киклады до Крита. В Малой Азии он встречается лишь изредка в горах на эгейском побережье. Вдоль южного берега Турции область распространения доходит до Антальи.

## Условия произрастания
На Крите этот клён встречается в горных лесах на меловых скалах на высоте от 800 до 1500 метров над уровнем моря. Во влажных или затенённых местах, например в ущельях, вдоль ручьёв, на северных склонах, а также вообще на маленьких островах этот вид растёт значительно ниже. На севере своего ареала он никогда не заходит выше 900 метров над уровнем моря.

## Классификация

### Таксономия
Вид Клён критский входит в род Клён (Acer) семейства Сапиндовые (Sapindaceae).
|  |                                      |  |                                                       |                                                       |                      |  | ещё 8 семейств (согласно Системе APG II) | ещё 8 семейств (согласно Системе APG II) |                   |  |  |  | ещё более 100 видов |
|  |                                      |  |                                                       |                                                       |                      |  | ещё 8 семейств (согласно Системе APG II) | ещё 8 семейств (согласно Системе APG II) |                   |  |  |  | ещё более 100 видов |
|  |                                      |  |                                                       | порядок Сапиндоцветные                                |                      |  |                                          |                                          | род Клён          |  |  |  |                     |
|  |                                      |  |                                                       | порядок Сапиндоцветные                                |                      |  |                                          |                                          | род Клён          |  |  |  |                     |
|  | отдел Цветковые, или Покрытосеменные |  |                                                       |                                                       | семейство Сапиндовые |  |                                          |                                          | вид Клён критский |  |  |  |                     |
|  | отдел Цветковые, или Покрытосеменные |  |                                                       |                                                       | семейство Сапиндовые |  |                                          |                                          |                   |  |  |  |                     |
|  |                                      |  | ещё 44 порядка цветковых растений (по Системе APG II) | ещё 44 порядка цветковых растений (по Системе APG II) |                      |  |                                          | ещё 140—150 родов                        | ещё 140—150 родов |  |  |  |                     |
|  |                                      |  |                                                       | ещё 44 порядка цветковых растений (по Системе APG II) |                      |  |                                          |                                          | ещё 140—150 родов |  |  |  |                     |

Синонимами латинского названия Acer sempervirens L. являются Acer creticum auct. non L., Acer orientale auct. non L. и Acer heterophyllum Willd..
Этот вид входит в серию Monspessulana секции Acer рода Acer.